# Whatcroft
Whatcroft – osada w Anglii, w hrabstwie ceremonialnym Cheshire, w dystrykcie (unitary authority) Cheshire West and Chester, w civil parish Davenham. Leży 15 km od miasta Crewe. W 1961 roku civil parish liczyła 65 mieszkańców.